# Colestasis linfedema
La colestasis linfedema o síndrome de Aagenaes es una enfermedad hereditaria con un patrón de herencia de tipo autosómico recesivo. Es una patología caracterizada por la hipoplasia congénita de los ganglios linfáticos, que genera linfedema en los miembros inferiores y episodios de colestasis. Los episodios de ictericia aparecen poco después del nacimiento, mientras que el linfedema ocurre en torno a la edad escolar.
El 50% de los pacientes pueden llevar una vida normal; en otros casos, la enfermedad evoluciona lentamente hacia cirrosis hepática o hepatitis de células gigantes con fibrosis periportal, pudiendo ser necesario un trasplante hepático.

Patrón de herencia asutosómica recesiva

La causa genética se desconoce, pero se sabe que se hereda de forma autosómica recesiva, y que el gen afectado se localiza en el brazo largo p del cromosoma 15. La característica común de esta enfermedad es una anomalía linfática generalizada, lo cual podría indicar un defecto de origen linfangiogenético. El síndrome de Aagenaes es especialmente frecuente en el sur de Noruega, donde se han registrado la mitad de los casos conocidos (por ello, también se le ha dado el nombre de colestasis hereditaria noruega), si bien existen datos de otras partes de Europa y los Estados Unidos.
El nombre de la enfermedad se debe al pediatra noruego Oystein Aagenaes.